# Frühere und Spätere Schätze
| Tibetische Bezeichnung                   |
| ---------------------------------------- |
| Tibetische Schrift: གཏེར་ཁ་གོང་འོག          |
| Wylie-Transliteration: gter kha gong 'og |
| Chinesische Bezeichnung                  |
| Vereinfacht: 上下伏藏                    |
| Pinyin:Shang-Xia fucang                  |

Frühere und Spätere Schätze (tib.: gter kha gong 'og) aus der Nyingma-Tradition des tibetischen Buddhismus ist die Bezeichnung für die von Nyang Ral Nyima Öser (nyang ral nyi ma 'od zer) im 12. Jahrhundert (Frühere Schätze) und Guru Chökyi Wangchug (guru chos kyi dbang phyug) im 13. Jahrhundert (Spätere Schätze) entdeckten Schätze (gter ma).
Es ist ein Begriff, der sich auf die Tradition der „versteckten Schätze“ oder Terma (gter ma) bezieht. Terma sind spirituelle Schätze oder Lehren, die von großen Meistern des Buddhismus in vergangenen Zeiten verborgen wurden, um zu einem späteren Zeitpunkt von erleuchteten Praktizierenden wiederentdeckt zu werden.
Der Prozess der Verbergung von Termas wird oft als eine Art spirituelle Vorsorge betrachtet, um sicherzustellen, dass bestimmte Lehren und Praktiken in Zeiten, in denen sie besonders nötig sind, wieder ans Licht kommen können. Diese verborgenen Schätze können Texte, Ritualgegenstände, Mantras oder sogar physische Artefakte sein.
Die Person, die diese Termas später entdeckt, wird als Tertön bezeichnet. Tertöns sind Praktizierende, die in der Lage sind, die verborgenen Schätze gemäß einer Überlieferung oder einer inneren Führung wiederzuentdecken. Sie spielen eine wichtige Rolle bei der Bewahrung und Wiederbelebung dieser verborgenen Lehren und bringen sie dann für die Unterweisung und Praxis in die Welt.
Der Buddhologe John Powers weist darauf hin, dass das Mindrölling-Kloster stark mit der Übertragung und Ausbreitung der Früheren und Späteren Schätze (gter kha gong 'og) verbunden ist:

„Many of the lineages of Nyingma are based on particular terma. For instance, Mindroling Monastery in central Tibet is strongly associated with the transmission and propagation of the “upper and lower treasures” discovered by Nyang Rel Nyima Öser and Chögi Wangchuk. Dorjé Drak Monastery in central Tibet (founded by Rikdzin Ngagi Ongpo [...]) is particularly associated with the terma teachings known as the “northern treasures.”“

Die beiden Terma-Typen wurden zusammen Südliche Schätze (lho gter) genannt. Später hat Rigdzin Gödem aus Ü-Tsang (chin. Houzang 后藏) neue Schätze (Terma-Bücher) geschnitzt und gedruckt, welche die Nördlichen Schätze (byang gter) genannt werden.